# Crea-Tech
Crea-Tech（日語：有限会社クレアテック），日本游戏开发公司。总部设立于东京江東區新大橋。

## 概要
Crea-Tech是由宫冈宽建立于1988年的电子游戏开发公司，以角色扮演游戏重装机兵系列的企划与开发而出名，此外公司亦有不少的圖版遊戲作品。在游戏平台上，公司以电视游戏开发为主，此外也开发了一些电脑游戏和手机游戏。

## 主要作品
- 重装机兵系列（FC、SFC、NDS）
  - 重装机兵
  - 重装机兵2
  - 重装机兵3
  - 重装机兵2 重制版
- 天空餐厅（PS）
- 梦塔系列（SFC、PS）
- Fortune Street 3（日语：いただきストリート3）
- CATAN（PC、PS2）
- 幻兽旅团（SFC）